# 阿什利 (伊利諾伊州)
阿什利（英語：Ashley）是一個位於美國伊利諾伊州華盛頓縣的城市。

## 地理
阿什利的座標為38°19′42″N 89°11′20″W / 38.32833°N 89.18889°W，而該地的平均海拔高度為165米（即541英尺）。

## 人口
根據2010年美國人口普查的數據，阿什利的面積為2.92平方千米，當中陸地面積為2.86平方千米，而水域面積為0.06平方千米。當地共有人口536人，而人口密度為每平方千米183.56人。